# Quedius amurensis
Quedius amurensis (лат.) — вид коротконадкрылых жуков рода Quedius из подсемейства Staphylininae (Staphylinidae). Палеарктика (Россия, Амурская область).

## Описание
Мелкие жуки с укороченными надкрыльями и удлиненным телом (6,8 мм). От близких видов отличается строением гениталий. Формула лапок 5-5-5. Голова округлая, более узкая, чем переднеспинка. Передняя часть тела (голова и пронотум) блестящая. Включён в состав подрода Microsaurus (по признаку выемчатого переднего края лабрума, пронотум с краевыми волосками, расположенными около пронотального края). Quedius amurensis был описан в 2018 году из Амурской области (Smetana and Shavrin 2018). Типовой материал был найден в листовой подстилке и мхах на болоте и в смешанном лесу.